# Jognyilatkozat
A jogban jognyilatkozatnak nevezünk minden joghatást kiváltó nyilatkozatot. 
A jognyilatkozat a személynek egy adott jogviszonnyal, vagy ezzel kapcsolatos jogalkalmazói eljárással kapcsolatos szóbeli, írásbeli vagy ráutaló magatartással tett kinyilatkoztatása. Általában egyoldalú nyilatkozat, de lényegében a szerződéskötés is két vagy több szerződő fél egybehangzó akaratnyilatkozatának kinyilvánítása.

## A jognyilatkozat fogalma
A hatályos magyar Polgári Törvénykönyv szerint a jognyilatkozat joghatás kiváltására irányuló akaratnyilatkozat. ** (2) Jognyilatkozat szóban, írásban vagy ráutaló magatartással tehető. Ha a fél jognyilatkozatát ráutaló magatartással fejezi ki, a jognyilatkozat megtételének a ráutaló magatartás tanúsítása minősül. A hallgatás vagy valamilyen magatartástól tartózkodás a felek kifejezett rendelkezése alapján minősül jognyilatkozatnak.

## A jognyilatkozat tartalma
A jognyilatkozat tartalma igen sokféle lehet az apaság elismerésétől a felelősség nyilatkozatban való korlátozásáig (disclaimer).

## A jognyilatkozat pótlása
Amennyiben a joggal való visszaélés abban valósul meg, hogy a jogszabály által megkívánt jognyilatkozat tételét megtagadja valaki és ez a magatartása sért nyomós közérdeket vagy különös méltánylást érdemlő magánérdeket, a bíróság pótolhatja ítéletével a jognyilatkozatot (feltéve, hogy az érdeksérelem másképpen nem hárítható el.)

## A jognyilatkozat hatályosulása
A jelenlevők között tett jognyilatkozat nyomban hatályossá válik. Jelenlévők között tett a jognyilatkozat abban az esetben, ha a jognyilatkozat tartalmáról a címzett annak megtételével egyidejűleg tudomást szerez.
A távollevők között tett jognyilatkozat a címzetthez való megérkezéssel válik hatályossá.
A ráutaló magatartással tett jognyilatkozat a címzett tudomásszerzésével válik hatályossá.
A nem címzett jognyilatkozat megtételével válik hatályossá.

## Az alakisághoz kötött jognyilatkozat
Ha jogszabály vagy a felek megállapodása a jognyilatkozatra meghatározott alakot rendel, a jognyilatkozat ebben az alakban érvényes. Ha a jognyilatkozat meghatározott alakban tehető meg érvényesen, a jognyilatkozat módosítása, megerősítése, visszavonása, megtámadása, valamint a jognyilatkozat alapján létrejött jogviszony módosítása és megszüntetése is a meghatározott alakban érvényes.
Az alakiság és az alakszerűség eltérő fogalmak. Amennyiben egy szerződés alakisághoz kötött, ez jellemzően az írásbeliséget jelenti. Ha ugyanakkor alakszerűséghez is, akkor ez az írásbeliségen belül további szigorító feltétel(eke)t jelent.(Az utóbbira példák: a teljes bizonyító erejűség (tanúk, ellenjegyzés, közjegyzői okirat, közokirat, felülhitelesítés, stb.).

## Az írásbeli alakhoz kötött jognyilatkozat
Ha a jognyilatkozatot írásban kell megtenni, az akkor érvényes, ha legalább a lényeges tartalmát írásba foglalták. Ha e törvény eltérően nem rendelkezik, a jognyilatkozat akkor minősül írásba foglaltnak, ha jognyilatkozatát a nyilatkozó fél aláírta.Írásba foglaltnak kell tekinteni a jognyilatkozatot akkor is, ha annak közlésére a jognyilatkozatban foglalt tartalom változatlan visszaidézésére, a nyilatkozattevő személyének és a nyilatkozat megtétele időpontjának azonosítására alkalmas formában kerül sor.
Írni nem tudó vagy nem képes személy írásbeli jognyilatkozata abban az esetben érvényes, ha azt közokirat vagy olyan teljes bizonyító erejű magánokirat tartalmazza, amelyen a nyilatkozó fél aláírását vagy kézjegyét bíróság vagy közjegyző hitelesíti, vagy amelyen ügyvéd ellenjegyzéssel vagy két tanú aláírással igazolja, hogy a nyilatkozó fél a nem általa írt okiratot előttük írta alá vagy látta el kézjegyével, vagy az okiraton lévő aláírást vagy kézjegyet előttük saját aláírásának vagy kézjegyének ismerte el. Az olvasni nem tudó, továbbá az olyan személy esetén, aki nem érti azt a nyelvet, amelyen az írásbeli nyilatkozatát tartalmazó okirat készült, az írásbeli jognyilatkozat érvényességének további feltétele, hogy magából az okiratból kitűnjön, hogy annak tartalmát a tanúk egyike vagy a hitelesítő személy a nyilatkozó félnek megmagyarázta.

## A jognyilatkozat értelmezése
A jognyilatkozatot vita esetén úgy kell értelmezni, ahogyan azt a címzettnek a nyilatkozó feltehető akaratára és az eset körülményeire tekintettel a szavak általánosan elfogadott jelentése szerint értenie kellett.
A nem címzett jognyilatkozatot vita esetén úgy kell értelmezni, ahogyan azt a nyilatkozó feltehető akaratára és az eset körülményeire tekintettel a szavak általánosan elfogadott jelentése szerint érteni kell.
Jogról lemondani vagy abból engedni kifejezett jognyilatkozattal lehet. Ha valaki jogáról lemond vagy abból enged, jognyilatkozatát nem lehet kiterjesztően értelmezni.
A jognyilatkozat hatályára, érvénytelenségére és hatálytalanságára - ha a Polgári Törvénykönyv eltérően nem rendelkezik - a szerződés általános szabályait kell megfelelően alkalmazni.
A jognyilatkozatra vonatkozó szabályokat - ha a Polgári Törvénykönyv  törvény eltérően nem rendelkezik - a nem kötelmi jogi jognyilatkozatokra megfelelően alkalmazni kell.